# Cour suprême de Biélorussie
Pour les articles homonymes, voir Cour suprême.
La Cour suprême de Biélorussie est la cour la plus élevée hiérarchiquement en Biélorussie. Contrairement à la Cour suprême des États-Unis, les questions constitutionnelles ne sont pas transmises à la Cour suprême biélorusse, mais sont envoyés à un tribunal distinct appelé la Cour constitutionnelle. Les juges à la Cour suprême sont nommés par le président.